# Knowsley (Merseyside)
Knowsley eller The Metropolitan Borough of Knowsley er en storbykommune mellem Liverpool og The Metropolitan Borough of St. Helens. Kommunen ligger i Merseyside i det nordvestlige England.
Kommunen blev dannet i 1974, da en række mindre kommuner i grevskabet Lancashire blev slået sammen til Knowsley Kommune. Ved den samme lejlighed blev området udskilt fra Lancashire for i stedet at blive en del af det nye storbygrevskab Merseyside.
Kommunen havde 145.900 indbyggere i 2011.
53°26′20″N 2°51′04″V / 53.439°N 2.851°V